# R–40
Az R–40 (NATO-kódja: AA–6 Acrid) a Szovjetunióban az 1960-as években a MiG–25P elfogó-vadászrepülőgép számára kifejlesztett nagy hatótávolságú légiharc-rakéta.

## Története
A rakéta tervezési munkálatai 1962-ben kezdődtek a Matusz Bisznovat vezetése alatt álló OKB–4 (később Molnyija) tervezőirodában. A rakéta két változatát alakították ki. Az R–40R félaktív lokátoros önirányítású, PARG–12 önirányító rendszerét  az MNII Agat tudományos kutatóintézetben fejlesztették ki. Az R–40T passzív infravörös önirányítású változat, amelynek irányító berendezése a CKB–589 tervezőirodában készült.
1970-ben állították hadrendbe a MiG–25P típusú elfogó vadászrepülőgépeken. A rakéta a repülőgép Szmercs–A rádiólokátorával működik együtt. A repülőgép 4 db R–40 rakétát hordozhat a szárnyak alatti tartókon.
1976-ban Viktor Belenko egy MiG–25-tel Japánba szökött. A repülőgépen rakéták ugyan nem voltak, de a szovjet szakemberek úgy vélték, hogy a fedélzeti rendszerek átvizsgálása során a fegyverzet képességeiről sok információ kinyerhető. Ezért a szovjet hadvezetés úgy döntött, hogy a repülőgép áttervezése mellett a rakétákat is módosítják. A módosított MiG–25PD a Szmercs–A lokátor helyett új, a MiG–23 Szapfir–23 típusú lokátorából kifejlesztett Szapfir–25 (RP–25) típusú berendezést kapott. A módosított, nagyobb teljesítményű R–40 rakéták az R–40RD és R–40TD típusjelet kapták.
A javított R–40RD félaktív lokátoros önirányítású változaton az önirányító fejet RGSZ–24-re cserélték. 72 km-re növelték a hatótávolságot. Az önirányító rendszer földháttérben lévő célok ellen is alkalmazhatóvá vált. A javított változatot 1979-ben rendszeresítették. 1985-ben újabb modernizáláson esett át a rakéta infravörös változata, ez az R–40TD1 típusjelzést kapta.
Az R–40TD és R–40TD1 típusokat a MiG–31 fegyverzetébe is integrálták.
A rakéta sorozatgyártása a kijevi Artem vállalatnál folyt 1991-ig.

## Jellemzői
Az első olyan szovjet légiharc-rakéta volt, amelynek a rakétateste titánötvözetből készült. Ezt a nagy sebessége okozta hőterhelés indokolta. 
Az infravörös érzékelő érzékenységének növelésére folyékony nitrogén hűtést alkalmaznak. A nitrogéntartály az indítósínben kapott helyet. A rakéta alkalmazásához TP–26 infravörös célmegjelölőt használtak, illetve a repülőgép lokátora mérte be a távolságot. Hatótávolsága szemből 30, hátsó térből alkalmazva 15 km volt. A lokátoros változat hatótávolsága 50 km, ez PARG–12 impulzusüzemű félaktív rádiólokátoros önirányító rendszerrel rendelkezik.
A rakétában P1D–134 típusú szilárd hajtóanyagú rakétahajtómű található, amely két oldalsó kiömlésű fúvócsővel rendelkezik. A hajtóanyag tömege 118 kg. 35 kg tömegű repesz-romboló harci résszel van felszerelve, ezt a moszkvai GSZKB–47 (napjainkban NPO Bazalt) tervezőiroda fejlesztette ki. A harci rész kétcsatornás rádiólokátoros közelségi gyújtóval rendelkezik. A repeszek 7 m-es távolságon belül hatásosak.
A rakéta 3500 km/h-s sebességig, 500 m-től 30 km magasságig alkalmazható.
Lehetőség volt arra is, hogy a rakéta a röppálya első szakaszát a repülőgép rádiólokátora által kidolgozott parancsok alapján parancsközlő távirányítással tegye meg, majd a cél közelében már félaktív lokátoros önirányításra váltott.

## Harci alkalmazása
A rakétát a Szovjetunióban 1971. február 12-én rendszeresítették és a Honi Légvédelem MiG–25-ös elfogó vadászrepülőgépein állt szolgálatban. Ezen időszak alatt a rakéta harci alkalmazására nem került sor.
A rakétatípust a MiG–25-ös vadászrepülőgép fegyverzeteként az 1970-es évek végétől rendszeresítették Algériában, Irakban, Líbiában, Szíriában és Iránban is, így több közel-keleti fegyveres konfliktusban is bevetették.

## Típusváltozatok
- R–40R – félaktív rádiólokátoros önirányítású változat

- R–40T – passzív infravörös önirányítású változat

- R–40RD – az R–40R módosított, továbbfejlesztett változata, amelyet RGSZ–25 félaktív rádiólokátoros önirányító rendszerrel szereltek fel

- R–40TD – az R–40T módosított, továbbfejlesztett változata, amelyet 35T1 passzív infravörös önirányító rendszerrel szereltek fel

- R–40RD–1 – az R–40RD továbbfejlesztett változata, nagyobb harci résszel és Bekasz rádió-optikai közelségi gyújtóval felszerelve

- R–40TD–1 – az R–40TD továbbfejlesztett változata, nagyobb harci résszel és Bekasz rádió-optikai közelségi gyújtóval felszerelve

## Külső hivatkozások
- Az R–40 félaktív rádiólokátoros önirányító fejét kifejlesztő "Agat" tudományos kutatóintézet honlapja
- R-40 / AA-6 Acrid[halott link] – ACIG Forum
- К-40, Р-40 – Az airwar.ru ismertetője
- К-40Д, Р-40Д – Az airwar.ru ismertetője
- Р-40Д-1 – Az airwar.ru ismertetője